# 侯文健
侯文健(英語: Frasier Hau、1992年5月2日 -)は天水連線所属の香港元朗区区議会・天盛選挙区選出議員である。

## 2019年の香港区議会選挙
2019年7月、侯文健とほか４名の天水連線所属候補、林進、伍健偉、梁栄生、関俊笙が区議選への出馬準備をした。2019年10月4日に同選挙区への立候補を正式に届け出た。その後、同選挙区の2番候補となった。選挙結果では3,347票を得て当選した。敗れた陳思静候補の得票は2,830票だった。
| 政党             | 政党             | 立候補者         | 投票数 | %     | ±      |
| ---------------- | ---------------- | ---------------- | ------ | ----- | ------ |
|                  |                  | ①zh:陳思靜       | 2,830  | 45.82 | -21.2  |
|                  | 天水連線         | ②侯文健          | 3,347  | 54.18 | 不適用 |
| 1位と2位の得票差 | 1位と2位の得票差 | 1位と2位の得票差 | 517    | 8.37  | 不適用 |

## 当選後の仕事と事件

### 非公式の宣誓式で嫌がらせを受けた
侯文健は2020年1月1日、他の民主派区議員13人とともに、元朗天水圍公園内で宣誓式を行った。法律で宣誓が義務付けられているわけではないが、区議会議員は香港人の意志表明によってその職に当選したので、任期の初日に宣誓を行うことにした。式の最後に、一人の女性が乱入して、区議を襲撃しようとした。取材中のメディアが動機を確認しようとしたところ、女性はメディアの撮影機材を叩き、混乱を招いた。

### 元朗襲撃事件の徹底捜査を求めて逮捕された
2020年7月19日、候を含む複数の元朗区議員が、襲撃事件現場から元朗警察署までデモ行進を行い、警察に対して事件の真相、特に「警黒癒着」の疑いについて徹底的な捜査を求める計画を立てた。しかし政府による防疫措置の再強化されたことを根拠に、デモは人数を制限された。
このうち警察は、未承認集会の疑いで、侯と天水連線所属の伍健偉、林進、関俊笙の４議員を逮捕した。4人は拘束から24時間後に釈放された。この逮捕は7-21襲撃事件（元朗襲擊事件）に警察が関与していたとの疑惑を追及しようとしたことに対する、警察による報復ではないかという疑いを招いた。